# Diego Fernando Latorre
Diego Fernando Latorre (Buenos Aires, 4 d'agost de 1969) és un futbolista argentí retirat. En els seus inicis va rebre l'apel·latiu de "Nou Maradona", una etiqueta que s'ha repetit constantment en els anys posteriors. Ja retirat, Latorre ha actuat diverses vegades com a comentarista esportiu.
El seu debut professional va tenir lloc amb el Boca Juniors, en un partit contra el Platense a l'octubre de 1987, en el qual ja va marcar un gol. Amb els xeneïzes va guanyar la lliga argentina de 1991. En aquesta època va debutar amb la selecció argentina de futbol, aconseguint una diana en un amistós davant Brasil.
L'any 1992 creua l'Atlàntic i s'incorpora a la Fiorentina, on es troba amb Gabriel Batistuta, company de la selecció amb qui va guanyar la Copa Amèrica de 1991. El gran moment de Batigol va relegar Latorre a la suplència, i només va jugar dos partits i va marxar cap a la lliga espanyola. Primer va estar al CD Tenerife, on en dues temporades va jugar 67 partits i va fer 15 gols. A la campanya 95/96 fitxa pel Salamanca, on no té massa èxit i s'hi està només eixe any.
De tornada a l'Argentina, juga al Boca Juniors, Racing Club de Avellaneda i Rosario Central. Després, passa per diversos equips de les lligues mexicana i guatemalenca (on guanyà la lliga del 2003 d'aqueix país), abans de retirar-se definitivament el 2005.